# Estrad Alingsås
Estrad Alingsås är en inomhusarena i Alingsås, invigd i april 2013, med kapacitet för 2 800 åskådare, varav 2 000 är sittplatser. Den innehåller även ett parkeringshus, restaurang och konferensmöjligheter (utöver evenemangshallen).
Efter invigningen ersatte den Nolhagahallen som hemmaarena för handbollslaget Alingsås HK. Den första matchen i Estrad var kvartsfinal 2 mellan Alingsås HK och IFK Kristianstad Skärtorsdagen den 28 mars 2013. Matchen slutade 35-32 till Alingsås HK efter dubbla förlängningar och straffar.